# مستكشف القمر المداري
مستكشف القمر المداري (LRO ال ار أو) مسبار فضائي أطلقته ناسا بصاروخ أطلس 5 من قاعدة كيب كانافيرال في 18 يونيو 2009 باتجاه القمر. يأمل خبراء ناسا الحصول على معلومات بواسطة الـLRO التي قد تساعد على تحديد مواقع مناسبة للإنزال ولإقامة محطات استكشاف قمرية وبإجراء عمليات مسح لسطح القمر بتفصيل لم يسبق له مثيل مع اهتمام خاص بالمناطق القطبية غير المستكشفة نسبياً. أما المهمة الثانية، مسبار المراقبة واستشعار الحفر على سطح القمر (إلكروس)، فتتلخص في قصف سطح القمر بقذيفة بغرض الحصول على شظايا وغبار للتأكد من إمكانية وجود ماء مجمد. المسباران هما باكورة برنامج جديد يهدف إلى إعادة رواد فضاء إلى القمر بحلول عام 2020.

## الهدف
ستتولى بعثة استطلاع الفوهات البركانية القمرية وأقمار الاستشعار الصناعية غير المأهولة مهمة إطلاق الصاروخ على سطح القمر بسرعة تفوق مرتين سرعة إطلاقة الرصاص. وستقوم مركبة فضائية مرافقة بالدوران حول القمر لمدة عام بحثا عن مواقع لإنزال رواد فضاء فوقها، ورسم خريطة لسطح القمر تتضمن أدق تفاصيل لم يسبق مشاهدتها من قبل.
الغرض من هذه المهمة هو التحقق مما سيكشفه التفجير من آثار قد تدل على وجود مياه في سطح القمر. وستقوم ناسا بتحليل السحابة الناجمة عن انفجار الصاروخ لالتقاط أي إمارة تدل على الماء أو البخار هناك.
ويتوقع العلماء أن يحدث الانفجار سحابة هائلة من الغبار والغاز وجليد الماء المتبخر قد يصل ارتفاعها إلى ستة أميال على الأقل بحيث يمكن رؤيتها من على الأرض. وإذا ما أثبتت التجربة نجاحا فإن ذلك قد يضمن توفير إمدادات حيوية للقاعدة المقترح إنشاؤها على سطح القمر.
والقمر في معظمه عبارة عن صحراء قاحلة، لكن الفوهات البركانية التي لا يصلها ضوء الشمس ربما تكون تحتجز جليدا.
وقد ظل الاعتقاد السائد لأمد طويل لدى علماء الفلك أن الأمطار التي تهطل من المذنّبات هي التي ظلت تجلب المياه إلى سطح القمر القاحل المقفر عبر مليارات السنين. وبذلك تكون هذه المركبة أول سفينة فضاء أميركية تقوم برحلة إلى القمر منذ عام 1999.
سيقوم المسبار الآخر بالبحث عن معادن ووضع خرائط مفصلة لدرجات الحرارة وتحديد المناطق التي يوجد بها أقصى قدر من ضوء الشمس ورسم خرائط لتضاريس القمر، وتستغرق الرحلة إلى القمر أربعة أيام. وستقدم بعض أول صور لبقايا برنامج أبولو ومعداته على سطح القمر.

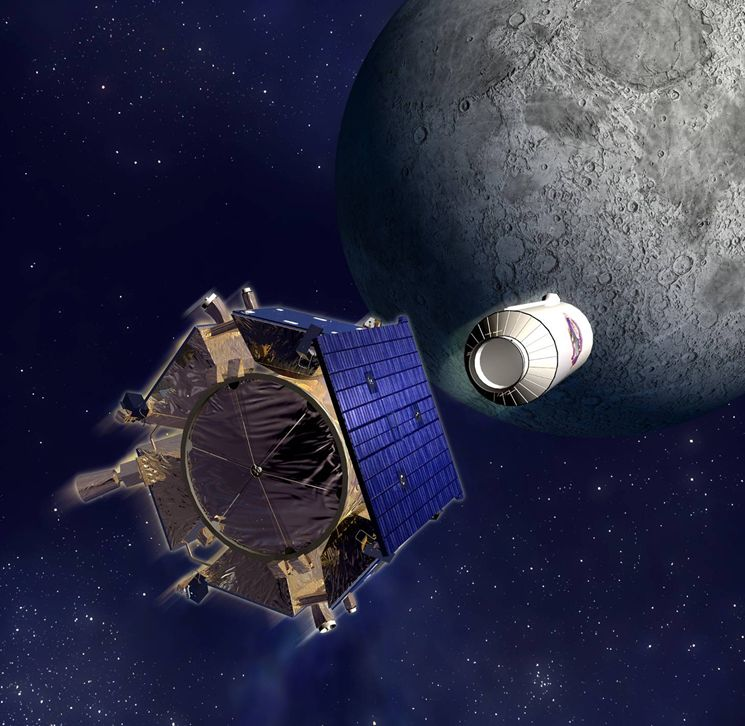
LCROSS

تعتبر هذه المهمة، الخطوة الأولى في خطة ناسا للعودة إلى القمر، ثم الذهاب للمريخ، ستستخدم المعلومات التي سيجمعها المسبارين ويرسلاها للأرض في بناء قاعدة على القمر. من بين المعلومات التي سيجمعها المسباران ويرسلاها لناسا على الأرض، درجات الحرارة في الليل والنهار، والخرائط، والألوان، والأشعة فوق البنفسجية وانعكاساتها. كما سيكون هناك تركيز على مدار القمر، إذ يعتق
بناء قاعدة على سطح القمر سيتطلب وقتاً طويلاً، تأمل ناسا أن يستطيع المسباران تزويدها بمعلومات وافية عن المكان الذي يمكن أن تقام به القاعدة، وكيفية تأمين هبوط آمن لمركباتها ومدى تأثير الأشعة في رواد الفضاء.
وصل مسبار الاستطلاع الأمريكي «ال ار أو» بنجاح إلى مدار القمر بعد رحلة استمرت أربعة أيام ونصف اليوم في الفضاء وخلال رحلته إلى القمر أجرى مهندسو الناسا تصحيحا لمسار المسبار لوضعه على الطريق المناسب للوصول إلى هدفه، ثم سيمضي المسباران حوالي عام كامل في مدار قطبي منخفض حول القمر، ثم يثبت في مدار على بعد 50 كيلومتراً من سطحه.

## عملية القصف
في المهمة الثانية سينفصل صاروخ سنتور عن المركبة ليضرب سطح الالقمر بسرعة 9 آلاف كيلومتر في الساعة بما سيتسبب في عمود من الغبار قد يبلغ ارتفاعه 50 كيلومترا. ويتوقع أن يبلغ مقدار الغبار الذي سيصعد في سماء القمر بحوالي 250 طنا. وبعد أربع دقائق من الارتطام ستغوص المركبة حاملة السنتور في عمود الغبار وتستخدم آلياتها لتحليل المخلفات، كما سيراقب العلماء ذلك العمود عبر مراصد في الأرض وذلك بحثا عن أثار الماء.
في 9 أكتوبر 2009 قصف سطح القمر بصاروخين، في إطار بحثها تحته عن المياه العذبة والنفط فضلا عن إمكان عيش الإنسان على كوكب آخر. واصطدم المسبار «لكروس» بسطح فوهة «كابيوس» الواقعة بالقرب من القطب الجنوبي للقمر، (11:30 صباحا بتوقيت غرينتش) بسرعة تسعة آلاف كيلومتر في الساعة. وبعد أربع دقائق لحقته مركبة فضائية مجهزة بكاميرات لتسجيل الاصطدام. ونقلت محطة تلفزيون وكالة الفضاء الأميركية صورا حرارية لمواقع زرقاء اللون أكثر برودة وأخرى حمراء أكثر سخونة على سطح القمر، لكن لم تظهر أي ومضة واضحة عند ارتطام الصاروخين. ووضعت الكاميرات على متن مركبة فضائية تزن 891 كيلوغراما وخصصت لنقل صور مباشرة للارتطام الأساسي فيما كانت المركبة تخترق غبار البقايا المتناثرة، وتجمع البيانات الأساسية وترسلها إلى الأرض قبل أن تصطدم بدورها بسطح القمر. وأعلنت ناسا عن نجاح المهمة، واستطاعت الوكالة الحصول على المعلومات التي أرادتها من هذا التفجير.

## معدات تقنية
يحمل المسباران ستة معدات تتضمن منظار للأشعة الكونية، لقياس درجة الإشعاع وتأثيراتها البيولوجية على المحتملة على الإنسان. فيما ستقوم بعض المعدات بقياس درجات الحرارة والأشعة فوق البنفسجية بينما ستتخصص أخرى للاهتمام بوجود الثلوج والغابات، وأخرى غيرها مخصصة للبحث عن الماء تحت سطح القمر. يحوي المسبار على مقياس ليزر سيعمل على قياس ميلان سطح القمر، وأي الأماكن سيكون مناسباً لهبوط المركبة الفضائية عليه، كما ستقيس وعورة المكان.
- (LOLA)
- (LROC)
- (LEND)
- (LAMP)
- (CRaTER)

## إنجازات
في يوليو 2009 تمكنت المركبة الفضائية الأمريكية LCROSS من تصوير الأجزاء المتروكة من المركبة أبولو مع آثار أقدام رواد الفضاء التي تعود إلى 40 عاماً بواسطة الكاميرا عالية الدقة المحمولة على متنها، وقد نشرت الصور بشكل رسمي.
في 21 أغسطس 2009 استطاع مستكشف القمر المداري، جنبا إلى مسبار تشاندرايان 1، بإجراء تجربة رادار مزدوجة للكشف عن وجود جليد الماء على سطح القمر وكانت محاولة فاشلة، لأن رادار تشاندرايان 1 لم يكن موجها إلى سطح القمر.
وفي 17 ديسمبر 2010، أنجز خريطة طبوغرافية للقمر، وتعتبر الخريطة الطبوغرافية الأكثر دقة للقمر حتى الآن. وواصل المسبار تحديثها كلما حصل على بيانات جديدة.

## وصلات خارجية
- LRO NASA صفحة خاصة للرحلة على الموقع الشهير twitter ليتمكن المهتمون من متابعة سير المهمة.